# Mullingar
Mullingar (iriska: An Muileann gCearr) är huvudorten i grevskapet Westmeath i Republiken Irland. Totalt hade orten cirka 23 000 invånare år 2005.

## Infrastruktur

### Vägar
Mullingar ligger nära national primary route N4, huvudvägen Dublin - Sligo, 79 km (49 miles) från huvudstaden Dublin. Staden betjänas av Bus Éireann som trafikerar Dublin, Athlone (anslutningsmöjligheter till flertal orter), Sligo, Cavan, Tullamore och Ballina. 
Mullingar lider tidvis av kraftig trafik men genomfartstrafiken har avlastats genom att en ringväg har byggts och en ny väg till Athlone är planerad.

### Vattenvägar
Under tidigt 1800-tal kom Mullingar att anslutas till the Royal Canal. Dock blev kanalen mindre betydelsefull efter anläggandet av järnvägar och betydelselös för kommersiella transporter efter bilismens blomstring.

### Järnvägar

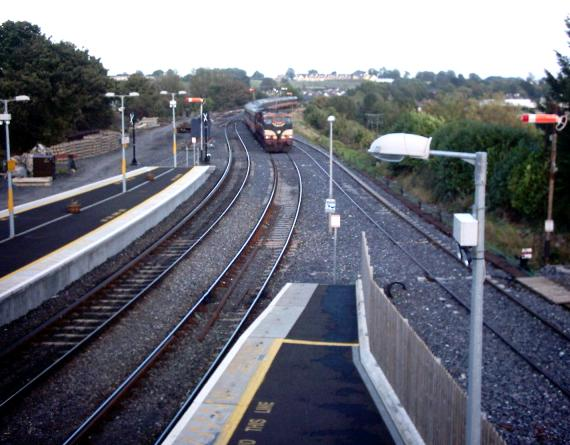
Ett tåg från Dublin anländer Mullingar

Linjesträckningen till Mullingar från Dublin på The Midland Great Western Railway öppnades i etapper mellan 1846 och 1848. Mullingar nåddes den 2 oktober 1848 och en temporär station anlades intill the greyhound stadium. Huvudlinjens sträckning anlades från Dublin (Broadstone Station) till Galway via Mullingar och Athlone. Linjen Mullingar till Galway öppnades i augusti 1851. Den nuvarande stationen, the Mullingar railway station, öppnades samtidigt som linjen till Longford den 14 december 1855.